# Język wabo
Język wabo, także: berbai, nusari, woriasi – język austronezyjski używany w prowincji Papua w Indonezji. Według danych szacunkowych z 1987 r. (SIL International) posługiwało się nim wówczas 1500 osób.
Jego użytkownicy zamieszkują wieś Wabo na wyspie Yapen (dystrykt Yapen Timur, kabupaten Kepulauan Yapen). Do obszaru tego języka zaliczono też wsie: Korombobi, Wonsyupi, Wabompi, Nunsembai. Na poziomie słownictwa wabo jest stosunkowo bliski językowi kurudu (analiza listy słownictwa wykazała 71% podobieństwa leksykalnego).
W 1961 r. stwierdzono, że terytorium wabo obejmuje miejscowości: Kerenui, Woda, Wansma, Korombobi, Barawai, Paparu, Waindu. Wyróżniono kilka obszarów dialektalnych: dialekt wsi Korombobi wraz z dialektem wsi Kerenui, Woda i Wansma, dialekt Paparu i Waindu oraz niewielki dialekt Barawai.
Silnie zagrożony wymarciem, do czego przyczynia się presja języków ambai i indonezyjskiego. Doszło do zaniku przekazu międzypokoleniowego; odnotowano, że we wsi Wabo posługuje się nim jedynie najstarsza grupa wiekowa. Indonezyjski jest wykorzystywany w edukacji i sferze religijnej (w obu domenach wręcz zakazono posługiwania się wabo). Dodatkowo postępującej ekspansji języka narodowego sprzyja obecność ludność napływowej.
Nie wykształcił piśmiennictwa.